# 普里多羅日涅 (扎波羅熱區)
47°48′39″N 36°6′30″E / 47.81083°N 36.10833°E
普里多羅日涅（烏克蘭語：Придорожнє）是位於烏克蘭東南部的村莊，由扎波羅熱州扎波羅熱区的泰爾努瓦泰市鎮負責管轄。該村始建於1898年，面積4.1平方公里，海拔高度135米，2001年人口50，人口密度每平方公里12.2人。